# بلاتو (إنديانا)
بلاتو (بالإنجليزية: Plato)‏، هي منطقة غير متحدة تقع في بلدة بلومفيلد، في مقاطعة مقاطعة لاغرانغ، في ولاية إنديانا.

## تاريخ

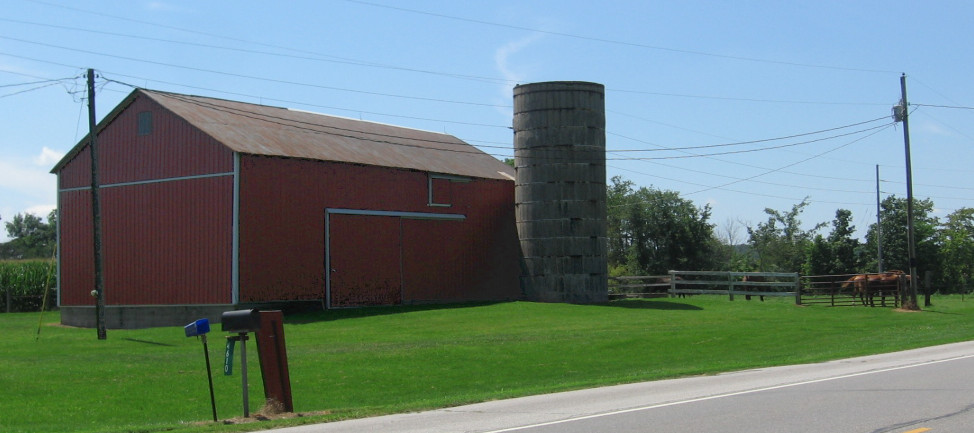
تُخصص منطقة "بلاتو" والمنطقة المحيطة بها للزراعة مع بعض الأعمال الحرفية الحرفي، هذه حظيرة نموذجية للعديد في المنطقة.

افتتح مكتب بريد في بلاتو في عام 1890، وبقى يعمل حتى تم إيقافه في عام 1901. ومن المرجح أن يكون اسم المجتمع المحلي للفيلسوف أفلاطون.